# سیارک ۲۱۷۰۸
سیارک ۲۱۷۰۸ (به انگلیسی: 21708 Mulhall، نامگذاری:1999RV90) بیست و یک هزار و هفتصد و هشتمین سیارک کشف شده‌است که در ۷ سپتامبر ۱۹۹۹ کشف شد.
قدر مطلق سیارک برابر ۱۲.۹ است.